# Adelfoparazitism
Adelfoparazitismul reprezintă un tip de parazitism în care gazdele sunt înrudite.